# Амфітріон
Амфітріон (грец. Αμφιτρυον) — тиринфський володар, син Алкея та Пелопової дочки Астідамії (за іншої версії Лаономі), онук Персея, чоловік дочки Електріона Алкмени, відібрав у телебоїв Електріонову худобу, в нагороду за що Електріон віддав за нього свою дочку. (варіант: Амфітріон убив свого дядька Електріона і за те разом з Алкменою був вигнаний з Тиринфу). За допомогою дочки Птерелая Кометопи, яка відрізала батькові золотий локон (джерело безсмертя), Амфітріон переміг царя телебоїв. За відсутності чоловіка Алкмена поділила ложе з Зевсом, що з'явився до неї в образі Амфітріона і народила Геракла. Амфітріон загинув на війні з мінойцями.
Сюжет міфа про Амфітріона використовували Софокл, Плавт, Мольєр та ін. Тепер Амфітріон (завдяки трактуванню Мольєра) — синонім гостинного господаря.
Амфітріон — один з епітетів Зевса.